# رودلف بيرنس
رودلف بيرنس (بالألمانية: Rudolf Behrens )‏ (و. 1880 – م) هو سياسي، من ألمانيا، هو عضوٌ في الاتحاد الديمقراطي المسيحي.